# Saint-Sozy
Saint-Sozy ist eine französische Gemeinde mit 486 Einwohnern (Stand 1. Januar 2022) im Département Lot in der Region Okzitanien. Sie gehört zum Kanton Souillac und zum Arrondissement Gourdon.

## Geografie
Die Gemeinde liegt am Ufer der Dordogne.
Nachbargemeinden sind Mayrac im Norden, Creysse im Nordosten, Meyronne im Osten, Lacave im Süden und Pinsac im Westen.

## Bevölkerungsentwicklung

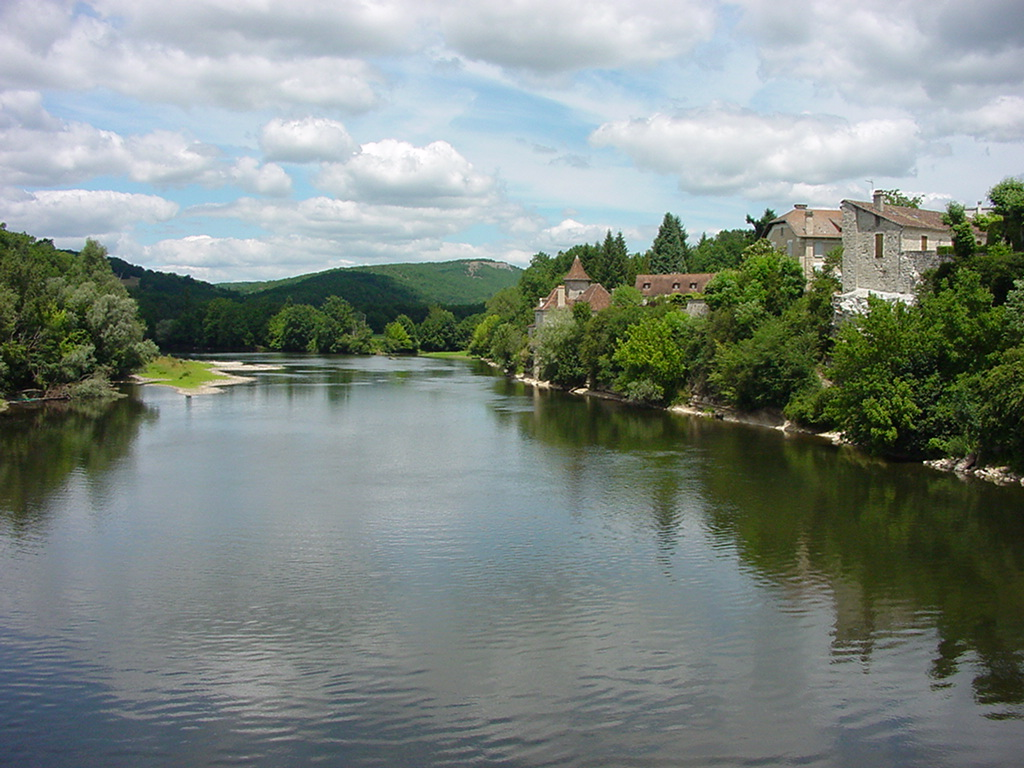
Saint-Sozy an der Dordogne

| Jahr      | 1962 | 1968 | 1975 | 1982 | 1990 | 1999 | 2008 | 2017 |
| --------- | ---- | ---- | ---- | ---- | ---- | ---- | ---- | ---- |
| Einwohner | 377  | 417  | 407  | 424  | 430  | 471  | 502  | 468  |